# David Hernando Saavedra Murcia
David Hernando Saavedra Murcia (Chiquinquirá, Colombia, 24 de mayo de 1987) es un político colombiano y actual Concejal de Bogotá para el periodo 2024-2027, elegido por la coalición Nuevo Liberalismo - En Marcha. Es Administrador de Empresas de la Fundación Universitaria Empresarial de la Cámara de Comercio de Bogotá (Uniempresarial). Además, cuenta con una especialización en Estado, Políticas Públicas y Desarrollo de la Universidad de los Andes y una maestría en Administración Pública de la Escuela Superior de Administración Pública (ESAP).

## Trayectoria profesional
Ha trabajado en procesos de concertación y materialización de políticas públicas, así como en el fomento de la descentralización del Estado y la democracia participativa. Su experiencia incluye asesorías en diversas entidades públicas de orden distrital.
Cuenta con una trayectoria en diferentes cargos públicos. En 2016, Saavedra entró a trabajar en la Alcaldía Local de Engativá. Entre el 2017 y el 2019 fue Coordinador Administrativo de la Gerencia de Proyectos del Instituto Distrital de la Participación y Acción Comunal (IDPAC), y luego Asesor de la Estrategia para el Fortalecimiento y la Modernización de las Organizaciones Comunales. En esta posición, impulsó el modelo "Uno más Uno = Todos", que permitió dotar con recursos a las Juntas de Acción Comunal (JAC) de Bogotá para la compra de elementos dotacionales y equipos tecnológicos. Además, lideró la creación de la Red de Jóvenes Comunales del Distrito y del programa Pequeños Comunales, dirigido a los hijos de los dignatarios de las JAC. 

## Trayectoria política
Su relación política con Carlos Fernando Galán comenzó en 2011, cuando se vinculó como voluntario en su equipo territorial. Posteriormente, asumió el rol de Coordinador Político en la localidad de Usaquén. En 2015, fue promovido como candidato de su equipo político y participó en las elecciones locales, obteniendo 2.576 votos para la Junta Administradora Local de Usaquén. 
En 2019 Carlos Fernando Galán lo nombró “jefe de movilización en calle” de su campaña por el movimiento “Bogotá para la gente”, para que liderara la recolección de firmas para avalar su candidatura a la Alcaldía de Bogotá.  
Tras la elección de Claudia López como alcaldesa, Galán asumió una curul en el Concejo de Bogotá y fue nombrado su presidente. En este contexto, Saavedra Murcia se integró a su equipo como Asesor Político, asumiendo responsabilidades en la gestión comunitaria y territorial dentro de la Unidad de Apoyo Normativo. 
En 2023,  Saavedra Murcia fue elegido al Concejo de Bogotá por la coalición Nuevo Liberalismo En Marcha, obteniendo una curul con 9.320 votos. 

## Concejal de Bogotá (2024-2027)
Uno de los principales ejes de trabajo de Saavedra Murcia en el Concejo de Bogotá ha sido la lucha contra el hambre. Ha señalado que la inseguridad en la capital es tan grave como la situación de muchas personas que diariamente enfrentan dificultades para acceder a alimentos. Ante esta problemática, impulsó la creación de la Bancada de la Lucha contra el Hambre, integrada por 14 concejales de diferentes partidos políticos y la adhesión de esta al Frente Parlamentario contra el Hambre de América Latina y del Caribe (FPH-ALC) de la FAO. Además, ha participado en debates clave para la seguridad alimentaria de la ciudad, como lo fue el debate de control político a la secretaría distrital de integración social, y el debate sobre bonos canjeables, transferencias, avances y retos de la seguridad alimentaria en Bogotá.  

### Gestión Normativa
Una de las funciones clave a desempeñar dentro del concejo es el trabajo normativo. El concejo, como máxima autoridad político-administrativa de la ciudad, se encarga de la presentación, debate y seguimiento a la implementación de Acuerdos, siendo estos las normas de ciudad encargadas de regular diferentes temáticas de orden distrital.
El concejal tuvo una incidencia positiva dentro del Plan Distrital de Desarrollo 2024-2027 "Bogotá camina segura". La proposición #1640, presentada por el cabildante e incluida en el Plan Distrital de Desarrollo, posibilitó la creación de 50 nuevos comedores comunitarios para la ciudad, la proposición #1646 sienta las bases para la realización de estudios para nuevas plazas distritales de mercado, y la proposición #923 permite la inversión de los excedentes de los proyectos de captura de valor del Metro de Bogotá en nuevas líneas. 
En añadidura, desde la curul del concejal se presentaron y aprobaron varios proyectos de Acuerdo. El Acuerdo 941 de 2024, Por medio del cual se promueve la educación económica y financiera en las instituciones de educación del distrito, en los niveles de básica y media y se dictan otras disposiciones, del cual el cabildante es autor, establece un plan de acción, estrategias y alianzas orientadas a promover, seguir y mejorar la educación económica y financiera dentro de los establecimientos educativos del distrito.
Dentro de las temáticas clave dentro de los proyectos de Acuerdo de su autoría, se encuentra la memoria histórica. El Proyecto de Acuerdo 093 "Por el cual se exalta la trayectoria de Jaime Garzón y su impacto en la cultura de la ciudad, con el fin de aportar al deber que tiene el Distrito Capital para la recuperación, el fortalecimiento, la promoción de la memoria histórica, la paz y la reconciliación en Bogotá D.C. y se dictan otras disposiciones", aprobado en segundo debate, rinde homenaje a la memoria de Jaime Garzón, periodista, humorista, abogado, pedagogo, activista y defensor de la democracia en Colombia. Además, el Acuerdo 948 de 2024  “Por el cual se promueven iniciativas que protejan y divulguen la obra de Nicolás Gómez Dávila y se dictan otras disposiciones”, busca proteger la vida y obra del filósofo, escritor, y exconcejal de Bogotá Nicolás Gómez Dávila, pensador clave en círculos académicos nacionales e internacionales, reconocido como "el más brillante aforista en español del siglo XX" 

### Concejo Cómo Vamos (Bogotá Cómo Vamos)
Bogotá Cómo Vamos es un ejercicio ciudadano de seguimiento y monitoreo a los cambios en la calidad de vida de la ciudad y al Concejo de Bogotá D.C, dando informes periódicos sobre diferentes temáticas de la ciudad. Uno de sus capítulos es el de Concejo Cómo Vamos, el cual realiza un seguimiento sistemático y periódico al desempeño institucional y la percepción ciudadana del Concejo de Bogotá, así como de sus concejales, bancadas y mesas directivas. 
Uno de los informes clave de la organización es el de Informe Concejo Cómo Vamos, el cual mide el desempeño individual de los concejales en periodos semestrales, a través de tres indicadores: Control político (debates de control), puntualidad - cuórum y actividad normativa (Acuerdos aprobados). En el informe del primer semestre de 2024, el concejal David Saavedra obtuvo 97% en control político y 95,02% en puntualidad y cuórum (la actividad normativa no fue calificada en dicho periodo), lo que, bajo un promedio simple, da un porcentaje de cumplimiento de 96,01%, lo que lo convierte en el tercer concejal mejor calificado para dicho periodo y el mejor puntuado de la bancada de gobierno. 
En la siguiente medición, el concejal mejoró su rendimiento. En el informe Concejo Cómo Vamos del segundo semestre de 2024, el cabildante obtuvo una puntuación de 99.50% en control político, 94.74% en puntualidad y cuórum, y 87.50% en Actividad Normativa, lo que, bajo promedio simple, da como resultado un porcentaje general de cumplimiento de 93,9%, convirtiéndolo en el concejal mejor calificado de los 45 cabildantes para el periodo evaluado por el informe.